# Kerryjski modri terier
Kerryjski modri terier je pasma psov. Je srednje velik terier. Je močan, gibčen, atletski pes, ki potrebuje veliko gibanja. Samci med 46-48 cm, psičke nekoliko manjše, 43-48 cm. Teža Kerryjev se giblje med 13 in 18 kg, živijo pa 10-18 let. Včasih je bil pogost na kmetijah, kjer je imel vlogo lovca, čuvaja, prinašalca, pastirja živine...

## Domovina
Kerryjski modri terier ali po irsko Irish Blue terrier, na kratko pa kar Kerry, je Irska nacionalna pasma, na katero so Irci zelo ponosni. Pasma izvira iz grofije Kerry (okoli leta 1700) 
O tem, kako je nastal Kerry, obstaja veliko legend; ena od njih pravi, da je med invazijo španske vojske, z eno od ladij, prišel na Irsko majhen modrosiv pes z mehko skodrano dlako, ki je imel kasneje potomce s tamkajšnjimi terierji.

## Značaj
Kerry je zelo zvedav, odločen, prijazen, temperamenten, neustrašen in vesel pes, ki je vedno pripravljen na akcijo. Je odličen čuvaj, ki malo laja. Rad je ob svoji družini, zato je priporočeno bivanje v stanovanju. Zelo radi imajo otroke in njihove igre, če so otroci prijazni in nežni z njim, zato je treba igro med majhnim otrokom in psom nadzorovati. 

## Nega
Kerryji so zelo radi čisti in urejeni. Njihova gosta, svilnato mehka modro-siva dlaka, ne izpada in ob redni negi nima vonja. Če želimo, da je Kerry urejen, ga je treba vsaj enkrat na teden počesati, nekajkrat na mesec okopatiin 1-2 krat mesečno ostriči. 

## Šolanje
Ker so Kerryji zelo pametni in radovedni, jih je mogoče naučiti skoraj vse. Zelo so primerni za razne pasje športe; agility, flyball. 

## Lastnik
Ta pes ni za začetnike, saj potrebuje dosledno vzgojo, ki bo hkrati mirna, nežna in odločna. Ob neprimerni vzgoji lahko pes postane agresiven.